# Caracaraí
Caracaraí es un municipio del estado brasileño de Roraima, siendo el cuarto mayor en población según la estimación de 2005 del Instituto Brasileño de Geografía y Estadística.

## Historia
Nació como un lugar de embarque de ganado para la capital amazonense. Las mercaderías provenientes de Manaus y con destino a Boa Vista hacían el camino en sentido inverso, y esto desarrolló el lugar. El municipio fue creado por la Ley Federal N.º 2.795 del 28 de mayo de 1955, con tierras desmembradas del municipio de la Capital. Y ya fuese gobernada por 22 prefectos.
Su clima es caliente y húmedo.